# Westbrook (Minnesota)
Westbrook – miasto w Stanach Zjednoczonych, w stanie Minnesota, w hrabstwie Cottonwood.